# Marie-Gabrielle Capet

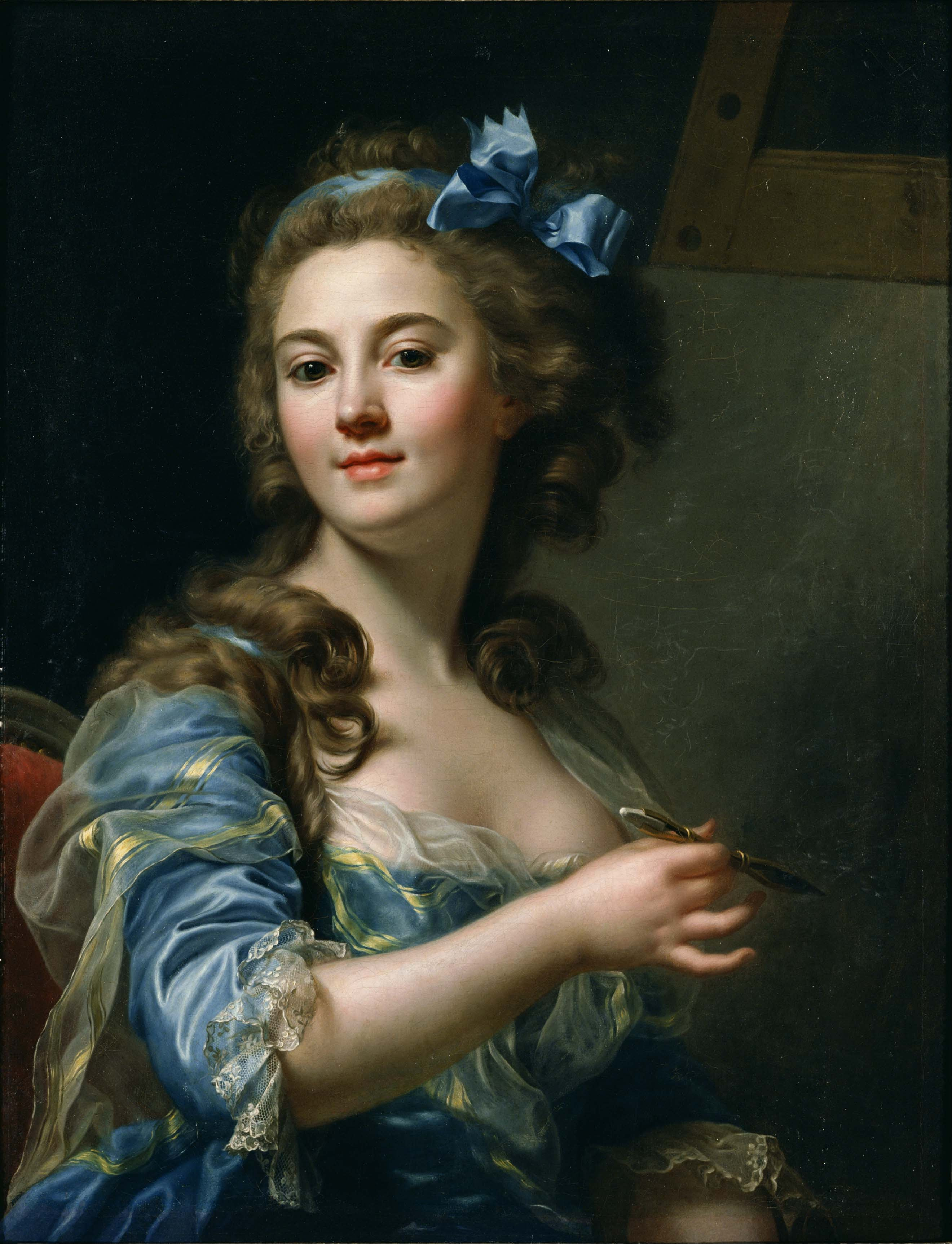
Marie-Gabrielle Capet: Selbstporträt von 1783, Öl auf Leinwand

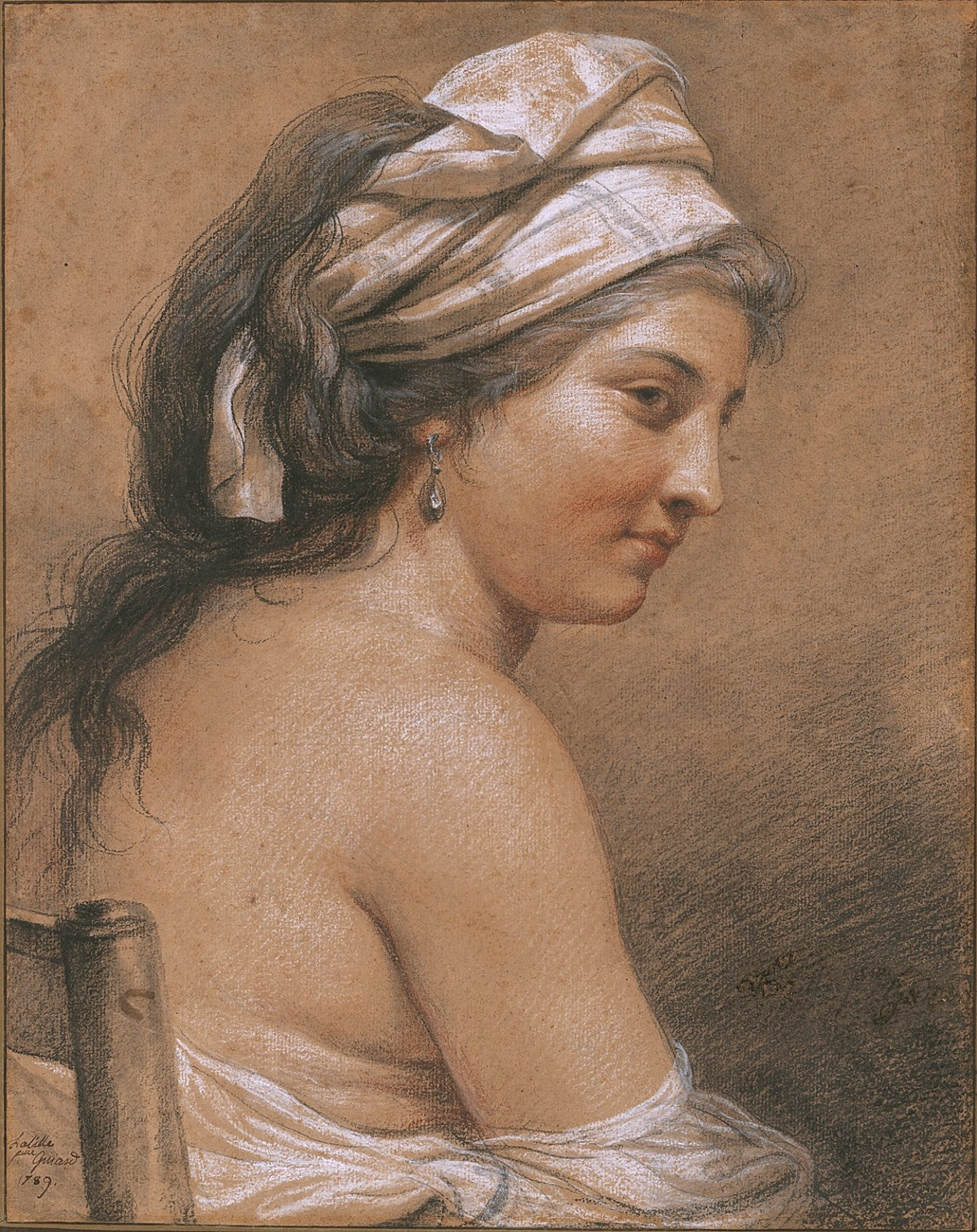
Labille-Guiard: Porträtstudie der Marie-Gabrielle Capet, 1789

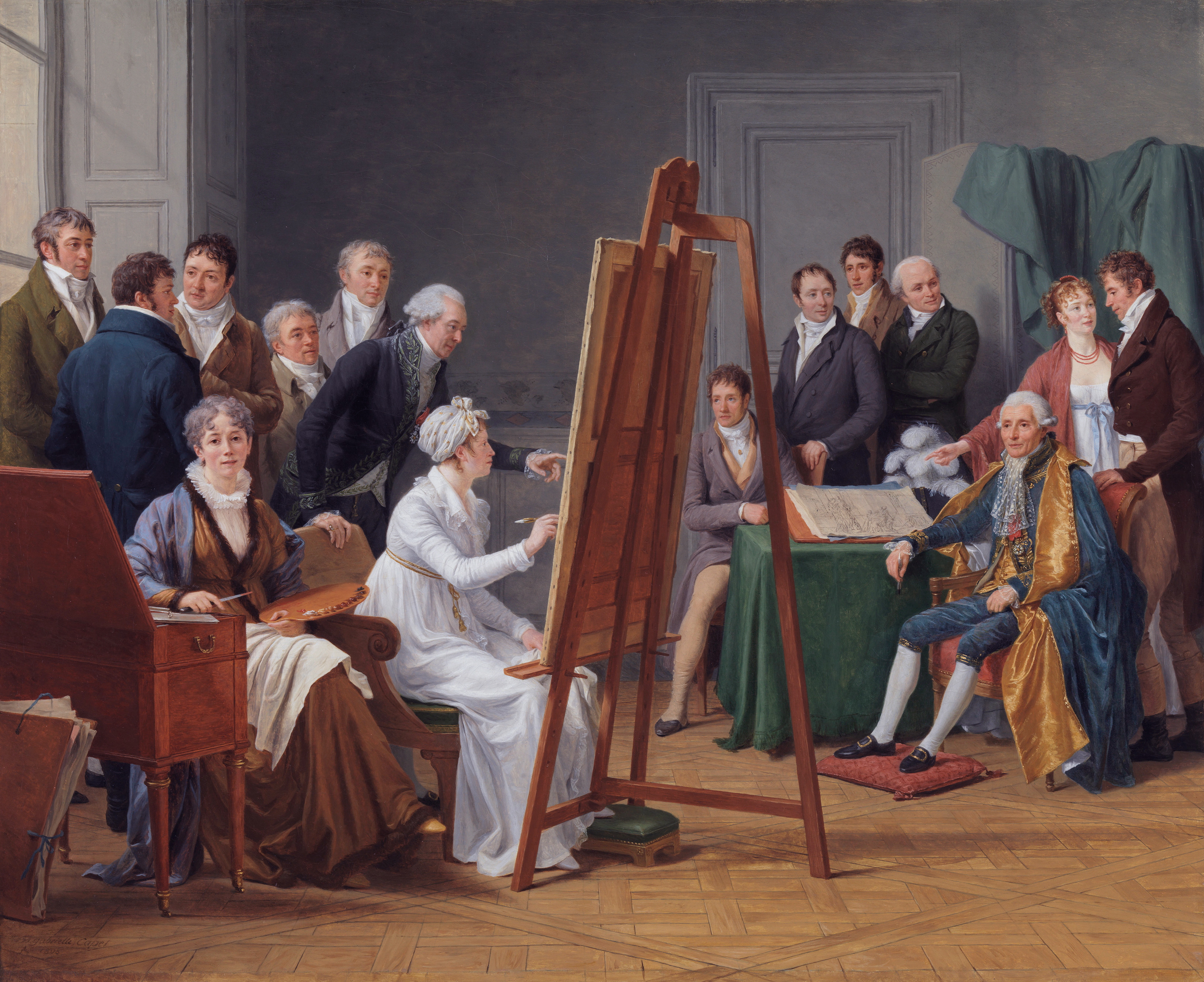
Marie-Gabrielle Capet: Im Atelier von Madame Vincent in der Zeit um 1800, gemalt 1808

Marie-Gabrielle Capet (* 6. September 1761 in Lyon; † 1. November 1818 in Paris) war eine französische Malerin des Klassizismus.

## Leben und Werk
Die aus einfachen Verhältnissen stammende Marie-Gabrielle Capet wurde 1761 als Tochter eines Bediensteten geboren. Im Jahr 1781 reiste sie nach Paris, um in der Frauenschule für Malerinnen bei der Künstlerin Adélaïde Labille-Guiard die Malerei zu studieren. Zu ihren Mitschülerinnen gehörten unter anderen  Marie-Victoire d’Avril und Carreaux de Rosemond. Als in der Ausstellung de la Jeunesse erstmals einige ihrer Zeichnungen und Pastelle gezeigt wurden, war die junge Künstlerin noch völlig unbekannt. Zwei Jahre später beherrschte sie die Ölmalerei und fertigte 1783 und 1784 ihre ersten Selbstporträts in Ölfarben an. 
Ab 1785 wurden Capets große Werke in der Ausstellung de la Jeunesse gezeigt. Noch im selben Jahr wurden zwei Offiziersbilder an den Salon de la Correspondance eingereicht, so dass 1786 eines ihrer Pastelle dort ausgestellt werden durfte. Die darauf folgende gute Kritik und die Tatsache, dass sie eine Schülerin Labille-Guiards war, sind wohl ausschlaggebend dafür gewesen, dass Marie Capet nunmehr ihre ersten Aufträge erhielt.
Unter ihren Kunden waren unter anderen Madame Longrois, die Frau des Verwalters von Fontainebleau, der Geistliche Vater Moisset,  der General von Oratoire sowie Mitglieder der königlichen Familie. Dazu gehörten 1787 die Tanten des Königs Mesdames Adélaïde und Victoire, die auch von Adélaïde Labille-Guiard porträtiert wurden. Ab 1791 stellte sie erstmals ihre Miniaturbilder im Salon aus. Damit hatte sie bis zum Ende ihrer Karriere großen Erfolg.  Viele ihrer Pastellporträts fertigte sie im Auftrag von Privatpersonen an, so diejenigen von Etienne Elias, dem Anwalt Nicolas-Pierre Berryer und dem Dramaturgen und Mitglied des Tribunals Marie-Joseph Chénier. 
Marie Capet vertrat oft andere Künstler wie Joseph-Marie Vien, Joseph-Benoît Suvée, Jean-Antoine Houdon, Louis Vincent Leon Pallière und dessen Bruder Armand Julien Pallière, Charles Meynier sowie Adélaïde Labille-Guiard, ab 1800 genannt Madame Vincent nach ihrem zweiten Ehemann François-André Vincent, ihre Lehrmeisterin und Mitbewohnerin. Als Labille-Guiard erkrankte, pflegte ihre Schülerin sie bis zu ihrem Tod 1803. Ab 1814 befasste sich Capet auch mit Historienszenarien, so malte sie eine mythologische Darstellung von Hygieia, Göttin der Gesundheit, welche sie dem Doktor Moreau de la Sarthe anbot. Ihr wohl letztes Ölgemälde Porträt der Madame Demetz malte sie 1815. Sie verstarb 1818 in Paris.